# Pinczyn
Pinczyn – wieś kociewska w Polsce położona w województwie pomorskim, w powiecie starogardzkim, w gminie Zblewo.
Pinczyn leży przy linii kolejowej nr 203 Tczew – Kostrzyn. Na łące (teren prywatny) obok toru kolejowego leży głaz narzutowy – pomnik przyrody przyniesiony niegdyś przez lodowiec, zwany Kamieniem diabelskim (obwód 14 m, wysokość 2,20 m). Miejscowość ma charakter ulicówki. Przez wieś przepływa rzeka Piesienica. Pinczyn, wraz z sąsiednimi Zblewem i Bytonią tworzy zwarty obszar osadniczy o charakterze małomiasteczkowym.
Miejscowość jest siedzibą rzymskokatolickiej parafii św. Elżbiety. W Pinczynie działa KS Meteor Pinczyn, Wiejski Dom Kultury oraz Ochotnicza Straż Pożarna. Poszczególne części wsi posiadają nazwy własne (Babie Doły, Kiwity, Kolonie Pinczynek i Scieki).
W latach 1954-1961 wieś była siedzibą gromady Pinczyn, po jej zniesieniu w gromadzie Semlin. W latach 1975–1998 miejscowość administracyjnie należała do województwa gdańskiego.
W miejscowości jest przystanek kolejowy Pinczyn.

## Etymologia nazwy
Nazwa wsi pochodzi od przezwiska Pinka lub od określenia pieniek, z gwarową wymową pinek. Najprawdopodobniej pierwotnie nazwa wsi brzmiała Pieńki, gwarowo Pinki i stopniowo zmieniała się w Pinczyn. Być może nazwa ma związek z nazwą rzeczki Piesienicy, od której miało powstać nazwisko Pyszyński. Mieszkańcy wywodzą nazwę wsi od połączenia dwóch zniekształconych słów: „piencz (pincz w znaczeniu pięć) synów”.

## Historia wsi
Od 2 listopada 1906 r. do 26 IV 1907 r. w szkole elementarnej w Pinczynie miał miejsce strajk dzieci przeciwko nauczaniu religii w języku niemieckim. W strajku wzięły udział następujące dzieci: A. Zadurski, M. Zimmermann, M. Piotrowski, R. Smukała, T. i A. Wołoszykowie, W. Kwaśniewski, R. Ciecholewska, M. Kozłowska, E. i M. Piesikówny, J. Urban, L. i M. Rozkwitalscy, A. Nowicka, C. Belczewski. Strajk był elementem znacznie większej akcji biernego oporu wobec pruskich władz szkolnych, która na przełomie 1906 i 1907 r. objęła ponad 460 (!) szkół w prowincji Prusy Zachodnie, obejmującej Pomorze Gdańskie, ziemię chełmińską i ziemię lubawską. Inspiracją dla strajków pomorskich były wcześniejsze działania dzieci w prowincji wielkopolskiej, ze słynnym strajkiem we Wrześni (1901) na czele.

## Ludność
Według Narodowego Spisu Powszechnego Ludności i Mieszkań z 2021 roku liczba ludności we wsi Pinczyn to 2 706 z czego 50,4% mieszkańców stanowią kobiety, a 49,6% ludności to mężczyźni. Miejscowość zamieszkuje 22,3% mieszkańców gminy.
61,9% mieszkańców wsi Pinczyn jest w wieku produkcyjnym, 25,5% w wieku przedprodukcyjnym, a 12,6% mieszkańców jest w wieku poprodukcyjnym. Na 100 osób w wieku produkcyjnym przypada we wsi Pinczyn 61,6 osób w wieku nieprodukcyjnym.

## Sport
We wsi działa Klub Sportowy Meteor Pinczyn. Klub w sezonie 2023/24 występuje w B klasie.